# 第88歩兵連隊
第88歩兵連隊（コノート・レンジャーズ）（だい88ほへいれんたい コノート・レンジャーズ、英語: 88th Regiment of Foot (Connaught Rangers) ）（「ザ・デビルズ・オウン」("the Devil's Own")）は、1793年に創設されたイギリス陸軍の歩兵連隊であった。チルダースの改革により、1881年に第94歩兵連隊と合併し、コノート・レンジャーズを編成した。

## 歴史

### 創設

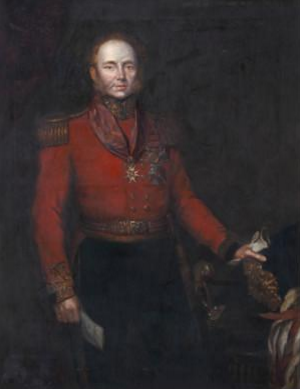
半島戦争中、連隊を指揮したジョン・ウォラス中佐

この連隊は、1793年9月25日、フランス革命によりもたらされた脅威に対抗するため、第13代クランリカード伯爵ジョン・トーマス・ド・バーグによって第88歩兵連隊（コノート・レンジャーズ） (88th Regiment of Foot (Connaught Rangers)) としてコノートで創設された。連隊は1794年夏にヨーク公の軍隊に加入するためオランダに送られるも、フランドル戦役においてこの国をフランス共和国の軍勢から防衛することには失敗した。連隊は1795年秋に西インド諸島へ向かって出航し、困難な航海ののち、2個中隊がグレナダ占領とセントルシア包囲戦に参加、1796年夏にイングランドに帰還した。次いで、連隊は1799年1月にインドへ向け出航、1800年6月にボンベイに到着した。連隊は1800年12月、エジプト作戦に参加するためインドからエジプトへ向け出航、現地のフランス軍部隊が降伏したその日にカイロに到着した。1803年5月、イングランドに帰還した。

### ナポレオン戦争

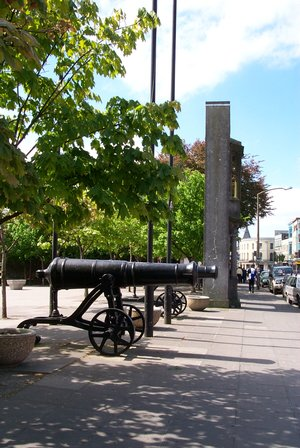
ゴールウェイ市エール広場の大砲
これらの大砲は、クリミア戦争の終結時に第88歩兵連隊の軍事上の功績を記念し同部隊に捧げられたものである

1805年11月、第2大隊がダンフリーズにおいて編成された。1806年11月、第1大隊はファルマスを出航し、喜望峰に向かった。大隊は1807年4月南アメリカに向け出航し、サー・ホーム・ポパムのもとで悲惨な遠征に参加した。1807年7月にブエノスアイレスへの攻撃（失敗）で戦闘を行った。2個中隊が戦闘に入る前にマスケット銃から燧石を取り除くよう命じられており、そのため事実上無防備になっていた。長々しい戦いの後、大隊は降伏した。ウィリアム・パーカー＝キャロル大尉はリオ・デ・ラ・プラタに留まり、スペイン軍によって丁重な扱いを受けた。大隊の残りは解放されて祖国へ向けて出航し、1807年11月にポーツマスに到着した。
第1大隊は1809年3月、半島戦争に従軍するためポルトガルに上陸した。部隊はジャン・ド・デュ・スールト元帥をオポルトから排撃する任務を帯びた、初代ベリスフォード子爵ウィリアム・ベリスフォード将軍率いるポルトガル軍の一部を構成した。1809年7月のタラベラの戦いでは、メデジンの丘の頂上を守りきった。その後、1810年9月のブサコの戦いでは、大隊はジョン・ウォラス中佐指揮のもと第45歩兵連隊の分遣隊とともに銃剣突撃を行い、フランス軍を退却させた。アーサー・ウェルズリーは、戦場に到着してこう言った。
ウォラスよ、私はたった今君の連隊によって行われたものほど勇敢な突撃は見たことがない。
その後、第1大隊はウェルズリー軍の他の部隊とともにトレス・ヴェドラス線へ撤退した。依然ウォラス中佐の指揮下にあった大隊は1811年5月のフエンテス・デ・オニョーロの戦いで再び銃剣突撃を行い、フランス軍を村から排除した。部隊は続いて1812年1月にシウダー・ロドリゴ包囲戦を戦い、同年4月のバダホス包囲戦では要塞の城壁を突破した。1812年7月のサラマンカの戦いでは、大隊は旅団の中央に位置し、前進してフランス軍を敗走させた。サラマンカで大隊は三日月と鈴が散りばめられたムーア人の古い馬印を鹵獲した。より正しくはトルコの三日月（各国の軍楽隊で用いられる打楽器）であるこの馬印は、連隊内で「ジングリング・ジョニー」("Jingling Johnny") として知られるようになった。
第1大隊はまた、1812年9月のブルゴス包囲戦および1813年6月のビトリアの戦いに参加した。部隊はその後フランス軍をフランス本土まで追撃し、1813年7月にピレネー山脈の戦い、11月にニヴェルの戦い、12月にニーヴ川の戦い、さらに1814年2月にオルテズの戦い、同年4月にトゥールーズの戦いを戦った。その後部隊は米英戦争に従軍するため1814年6月に北アメリカに向けて出航した。部隊はこの戦争の最後の戦いであるプラッツバーグの戦いに間に合わなかったため、1815年5月にオーステンデに派遣され7月に到着した。1817年春に本国に帰還した。
一方、第2大隊は1809年夏に半島戦争への従軍のためリスボンに向け出航した。その唯一の実戦は1811年4月のサブガルの戦いであり、同年7月に大部分が第1大隊に吸収された。イギリスに帰還したわずかな兵力が大隊規模に拡張されてアイルランドに派遣され、1816年1月に解散した。

### ヴィクトリア朝時代

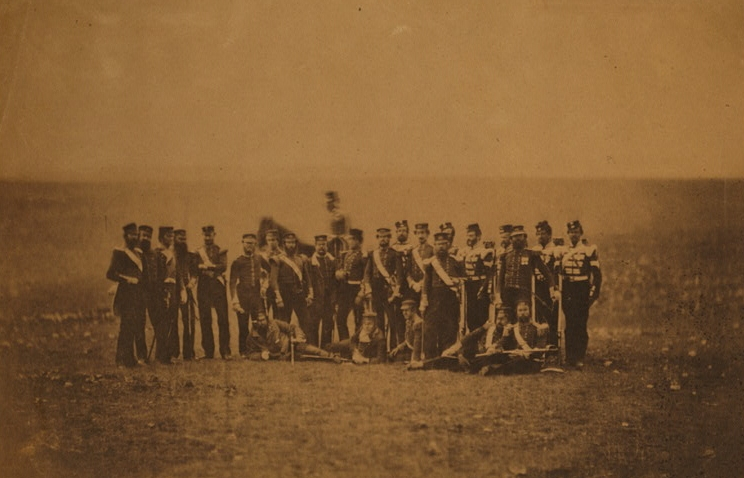
クリミア戦争時の第88連隊の将校団

この連隊は1825年後期にイオニア諸島に派遣され、1836年6月に帰還した。1840年、マルタに向け出航し、その後1847年に西インド諸島、1850年にノバスコシアに向かい、1851年に本国に帰還した。
連隊はまたクリミア戦争に派遣され、1854年9月のアルマ川の戦い、同年11月のインケルマンの戦い、同年冬のセヴァストポリ包囲戦で活動した。この部隊のクリミア戦争における活躍はゴールウェイ市からの2門の大砲の贈呈で記念されており、この大砲は公に展示されている。クリミア戦争後、連隊は1856年に本国に帰還したが、1857年、インド大反乱への対応として英東インド会社領インドに派遣された。1870年11月、連隊はボンベイで輸送艦ジャムナに乗り込み、本国への帰還を開始した。連隊がインドにいた13年の間に、士官9名、下士官兵407名が主にコレラによりインドで死亡した。
連隊は次いで1877年に南アフリカに派遣され、そこで第9次コサ戦争とズールー戦争の際に活動し、その後1879年に英領インドに帰還した。
1870年代のカードウェルの改革（単一大隊連隊が2個ずつ紐付けられ、イギリスにおいて一つの連隊本部および募兵地域を共有することとなった）の一環として、第88連隊は第87（ロイヤル・アイリッシュ・フュージリアーズ）歩兵連隊と紐付けられ、ゴールウェイのレンモア・バラックスで第68募兵地区を割り当てられた。1881年7月1日、チルダースの改革が発効し、連隊は第94歩兵連隊と合併してコノート・レンジャーズを編成した。

## バトル・オナー
この連隊が獲得したバトル・オナーは以下のとおり。
- Napoleonic Wars: Egypt（スフィンクスの上に「Egypt」と記されている）
- Peninsular War: Talavera, Busaco, Fuentes d'Onor, Ciudad Rodrigo, Badajoz, Salamanca, Vittoria, Nivelle, Orthes, Toulouse, Peninsula
- Crimean War: Alma, Inkerman, Sevastopol
- Central India

## ヴィクトリア十字章受章者
この連隊のヴィクトリア十字章受章者は以下のとおり。
- ハンス・ギャレット・ムーア（英語版）少佐、第9次ケープ辺境戦争（1877年12月29日）

## 連隊長
この連隊の歴代連隊長 (Colonel) は以下のとおり。
- 1793年 - 1794年: 第13代クランリカード伯爵ジョン・トーマス・ド・バーグ (John Thomas de Burgh, 13th Earl of Clanricarde) 大将
- 1794年 - 1807年: ジョン・リード (John Reid) 大将
- 1807年 - 1819年: 初代ベリスフォード子爵サー・ウィリアム・ベリスフォード (Sir William Beresford, 1st Viscount Beresford) 大将
- 1819年 - 1824年: サー・ゴードン・ドラモンド (Sir Gordon Drummond) 大将
- 1824年 - 1831年: サー・ヘンリー・フレデリック・キャンベル (Sir Henry Frederick Campbell) 大将
- 1831年 - 1857年: サー・ジョン・アレクサンダー・ダンロップ・アグニュー・ウォラス (Sir John Alexander Dunlop Agnew Wallace) 大将
- 1857年 - 1858年: ロバート・バークレー・マクファーソン (Robert Barclay Macpherson) 中将
- 1858年 - 1860年: ホレイショ・ジョージ・ブローク (Horatio George Broke) 中将
- 1860年: サー・ジョージ・ブラー (Sir George Buller) 大将
- 1860年 - 1863年: ジョン・コックス (John Cox) 少将
- 1863年 - 1864年: 第9代カーンワス伯爵アーサー・ダルゼル (Arthur Dalzell, 9th Earl of Carnwath) 大将
- 1864年 - 1874年: モンタギュー・チャムリー・ジョンストン (Montague Cholmeley Johnstone) 大将
- 1874年 - 1879年: サー・ホレイショ・シャーリー (Sir Horatio Shirley) 大将
- 1879年 - 1881年: ウィリアム・アーウィン (William Irwin) 大将

## 読書案内
- Jourdain, H.F.N.; Fraser, Edward (1924). The Connaught Rangers, 1st Battalion, formerly 88th Foot. 1. Royal United Service Institution